# Салпагаров, Ахмат Анзорович
Ахмат Анзорович Салпагаров (род. 13 января 1962) — российский политик. Член Совета Федерации (с 2015). 

## Биография
Окончил Ставропольский сельскохозяйственный институт по специальности «агрономия» и Московский государственный социальный университет по специальности «финансы и кредит». За существенный вклад в развитие законодательства России награжден Почётной грамотой Государственной Думы Федерального Собрания Российской Федерации.
Являлся директором Карачаево-Черкесского республиканского казённого предприятия (КЧРКП) «Дирекция капитального строительства», состоящего в ведении Администрации Главы и Правительства Карачаево-Черкесской Республики, с 2014 года — депутат Народного собрания (Парламента) Карачаево-Черкесии пятого созыва на непостоянной основе.
8 июня 2015 года депутаты Народного собрания единогласно (на заседании присутствовали 45 парламентариев из 50) проголосовали за наделение Салпагарова полномочиями члена Совета Федерации, представителя законодательной власти республики.
9 июня 2015 года полномочия Салпагарова были подтверждены Советом Федерации. Вошёл в состав Комитета Совета Федерации по бюджету и финансовым рынкам.
С 2022 года находится под персональными санкциями ЕС и ряда других стран, с 15 марта 2022 года — Великобритании, с 30 сентября 2022 года — США.